# 全国障害者技能競技大会
全国障害者技能競技大会（ぜんこくしょうがいしゃぎのうきょうぎたいかい）とは、独立行政法人高齢・障害・求職者雇用支援機構がほぼ毎年実施している、障害者が技能労働者として社会に参加できる自信と誇りが持てるようにその職業能力の向上を図るとともに、広く障害者の職業能力に対する社会の理解と認識を深め、その雇用の促進などを図ることを目的として職業技能を競う大会。愛称は全国アビリンピック。アビリンピック（abilympics）とは“アビリティ（ability・能力）”と“オリンピック（olympics）”の合成語。
国際身体障害者スポーツ大会（東京パラリンピック）と第19回技能五輪国際大会を参考に、身体障害者の志気向上と社会への理解浸透・雇用促進を目指して計画された。なお、身体障害者雇用促進法改正、障害者の雇用の促進等に関する法律一部改正を受けて2度の名称変更を行なっている。
なお、競技の種目数は開催年により異なり、例えば2009年は21種目、2012年は23種目、2014年は24種目であった。

## 沿革
- 1964年　国際身体障害者スポーツ大会（東京パラリンピック）開催
- 1970年　第19回技能五輪国際大会開催
- 1972年　第1回全国障害者技能競技大会開催（社団法人障害者雇用促進協会主催）
- 1975年　（社団法人障害者雇用促進協会が社団法人全国心身障害者雇用促進協会に改組）
- 1977年　全国身体障害者技能競技大会に名称変更（第6回大会から）（身体障害者雇用促進協会主催）
- 1988年　（身体障害者雇用促進協会が日本障害者雇用促進協会に名称変更）
- 1997年　全国障害者技能競技大会に名称変更（第22回大会から）
- 2003年　（独立行政法人高齢・障害者雇用支援機構主催）
- 2011年　（独立行政法人高齢・障害・求職者雇用支援機構主催）

## 歴代開催地並びに開催予定地

### 全国障害者技能競技大会（第1回 - 第5回）
全大会千葉県にて開催。
| 回数  | 開催年             |
| ----- | ------------------ |
| 第1回 | 1972年（昭和47年） |
| 第2回 | 1973年（昭和48年） |
| 第3回 | 1974年（昭和49年） |
| 第4回 | 1975年（昭和50年） |
| 第5回 | 1976年（昭和51年） |

### 全国身体障害者技能競技大会（第6回 - 第21回）
全大会千葉県にて開催。なお、1981年・1985年・1991年・1995年は国際アビリンピック（国際身体障害者技能競技大会）実施に伴い開催されていない。
| 回数   | 開催年             |
| ------ | ------------------ |
| 第6回  | 1977年（昭和52年） |
| 第7回  | 1978年（昭和53年） |
| 第8回  | 1979年（昭和54年） |
| 第9回  | 1980年（昭和55年） |
| 第10回 | 1982年（昭和57年） |
| 第11回 | 1983年（昭和58年） |
| 第12回 | 1984年（昭和59年） |
| 第13回 | 1986年（昭和61年） |
| 第14回 | 1987年（昭和62年） |
| 第15回 | 1988年（昭和63年） |
| 第16回 | 1989年（平成元年） |
| 第17回 | 1990年（平成2年）  |
| 第18回 | 1992年（平成4年）  |
| 第19回 | 1993年（平成5年）  |
| 第20回 | 1994年（平成6年）  |
| 第21回 | 1996年（平成8年）  |

### 全国障害者技能競技大会（第22回 - ）
2000年・2003年・2007年・2011年・2015年は国際アビリンピック（国際障害者技能競技大会）実施に伴い開催されていない。
| 回数   | 開催年             | 開催地   | 備考 |
| ------ | ------------------ | -------- | --- |
| 第22回 | 1997年（平成9年）  | 千葉県   | |
| 第23回 | 1998年（平成10年） | 千葉県   | |
| 第24回 | 1999年（平成11年） | 千葉県   | |
| 第25回 | 2001年（平成13年） | 千葉県   | |
| 第26回 | 2002年（平成14年） | 熊本県   | |
| 第27回 | 2004年（平成16年） | 宮城県   | |
| 第28回 | 2005年（平成17年） | 山口県   | |
| 第29回 | 2006年（平成18年） | 香川県   | |
| 第30回 | 2008年（平成20年） | 千葉県   | |
| 第31回 | 2009年（平成21年） | 茨城県   | 天皇陛下御在位20年記念大会 |
| 第32回 | 2010年（平成22年） | 神奈川県 | |
| 第33回 | 2012年（平成24年） | 長野県   | |
| 第34回 | 2013年（平成25年） | 千葉県   | |
| 第35回 | 2014年（平成26年） | 愛知県   | |
| 第36回 | 2016年（平成28年） | 山形県   | |
| 第37回 | 2017年（平成29年） | 栃木県   | |
| 第38回 | 2018年（平成30年） | 沖縄県   | |
| 第39回 | 2019年（令和元年） | 愛知県   | 天皇陛下御即位記念大会 本来予定された第10回国際アビリンピックの開催が決定していないため、急遽全国 アビリンピックが開催されることになった。 |
| 第40回 | 2020年（令和2年）  | 愛知県   | 新型コロナウイルス感染症対策のため、選手および関係者等のみによる無観客開催。                                                               |
| 第41回 | 2021年（令和3年）  | 東京都   | 新型コロナウイルス感染症対策のため、選手および関係者等のみによる無観客開催。                                                               |
| 第42回 | 2022年（令和4年）  | 千葉県   | |
| 第43回 | 2023年（令和5年）  | 愛知県   | 同年には、第10回国際アビリンピックも開催された（フランスにて）。                                                                           |
| 第44回 | 2024年（令和6年）  | 愛知県   | |
| 第45回 | 2025年（令和7年）  | 愛知県   | |
| 第46回 | 2026年（令和8年）  | 愛知県   | |